# Georgiana Cavendish, Ducesă de Devonshire

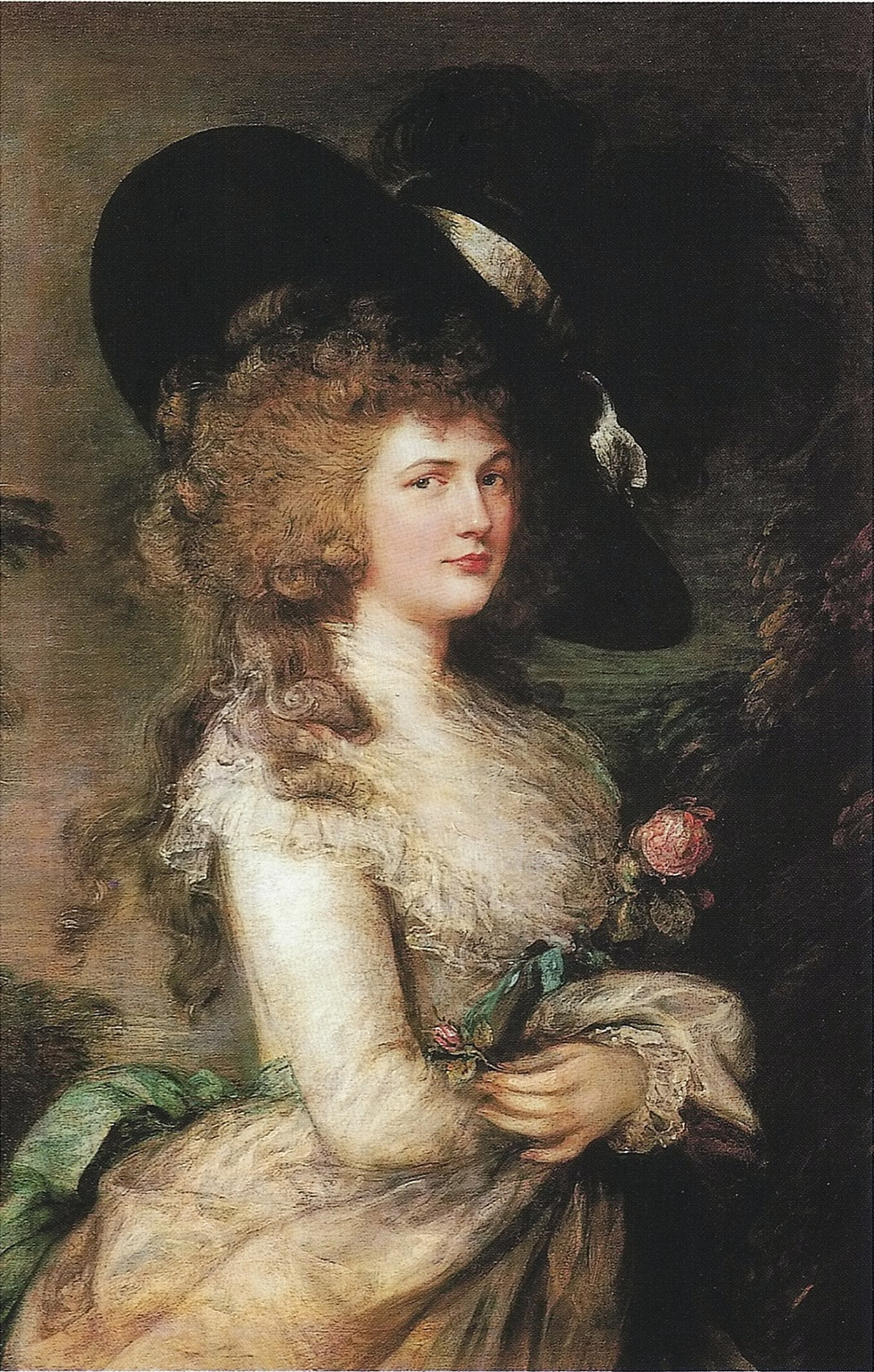
Portret al Ducesei de Devonshire de Thomas Gainsborough.

Georgiana Cavendish, Ducesă de Devonshire (născută Spencer; 7 iunie 1757 – 30 martie 1806) a fost prima soție a lui William Cavendish, al 5-lea Duce de Devonshire și mama celui de-al 6-lea Duce de Devonshire. Tatăl ei, Primul Conte de Spencer, a fost strănepot al Primului Duce de Marlborough. Nepoata ei a fost Lady Caroline Lamb. Ea a fost stră-stră-stră-strămătușa Dianei, Prințesă de Wales și în timpul perioadei ei a atins o mare faimă.

## Primii ani
Lady Georgiana Spencer s-a născut la 7 iunie 1757 și a fost fiica lui John Spencer și a soției acestuia, Margaret Georgiana Poyntz.

## Căsătorie
Lady Georgiana Spencer s-a căsătorit cu Ducele de Devonshire în ziua când a împlinit 17 ani, la 7 iunie 1774. El era unul dintre cei mai doriți burlaci ai vremii.
Georgiana a avut câteva avorturi înainte de a naște patru copii: trei cu soțul ei și unul nelegitim cu Charles Grey, al 2-lea Conte Grey (viitor prim-ministru). De asemenea, ea a crescut fiica nelegitimă a Ducelui, Charlotte.
- Georgiana Howard, Contesă de Carlisle (născută Lady Georgiana Dorothy Cavendish; numită "Little G"; 12 iulie 1783 – 8 august 1858), căsătorită cu George Howard, al 6-lea Conte de Carlisle, a avut copii.
- Harriet Leveson-Gower, Contesă Granville (născută Lady Harriet Elizabeth Cavendish; numită "Harryo"; 29 august 1785 – 25 noiembrie 1862), căsătorită cu Granville Leveson-Gower, I Conte Granville, a avut copii.
- William Cavendish, al 6-lea Duce de Devonshire, marchiz de Hartington (William George Spencer Cavendish; numit "Hart"; 21 mai 1790 – 18 ianuarie 1858), nu s-a căsătorit niciodată.
- Eliza Courtney (20 februarie 1792 – 2 mai 1859), fiica nelegitimă cu Charles Grey, al 2-lea Conte de Grey. Georgiana a fost obligată să dea copilul părinților lui Grey. Eliza s-a căsătorit cu colonel-locotenentul Robert Ellice și și-a numit fiica cea mare Georgiana.

Ducesa i-a făcut cunoștință soțului ei cu cea mai bună prietenă, Lady Elizabeth Foster (Bess), care a devenit metresa Ducelui. Cei trei au trăit într-un ménage à trois timp de 25 de ani. Lady Elizabeth a avut doi copii nelegitimi cu Ducele: un fiu Augustus Clifford, și o fiică, Caroline Rosalie.
După decesul Georgianei, Ducele s-a căsătorit cu Lady Elizabeth Foster.

## Viața politică, socială și culturală
Georgiana a fost o frumusețe celebră și o femeie de lume care a ținut un salon unde se reuneau personalități literare și politice. De asemenea, ea a fost o militantă activă cu un secol înaintea sufragetelor.